# Minilab
Et minilab (minilaboratorium) er en maskine, der fremkalder fotos i f.eks. en fotobutik. 
Maskinen fylder ca 2-4m², hvorimod storlaboratorier har maskiner der fylder flere lagerhaller. Disse maskiner fremstiller billeder fra dagligvarehandel og elektronikvarehuse osv. Dette foregår uden individuel kvalitetskontrol af billedkvalitet.
I dag produceres primært digitale minilabs, som belyser det fotografiske papir vha. f.eks. LED, modsat analoge minilabs, som har følgende fremgangsmåde: Belysning af analogt negativ, som gengiver sit motiv på papiret.

## Processen
Minilabbet fører efter eksponeringen (belysningen) papiret gennem først fremkalder-, derefter blegefixer-, og til sidst en stabilizerkemi. Til slut føres papiret gennem en tørresektion, og herefter er et færdigt foto klar. Processen tager ca. 3-4 minutter.
Moderne minilabs kan producere ca 2.000 fotos pr. time i 10X15 cm.

## Omkostninger
Et minilab koster omkring de 600.000 kr plus moms, men det varierer meget afhængig af kapacitet (f.eks. 2.000 print/timen) osv.